# Bulla occidentalis
Bulla occidentalis es una especie de molusco perteneciente a la familia Bulloidea. Esta especie es una de las pocas de gasterópodos heterobranquios que presenta una concha medianamente calcificada lo suficientemente grande como para que el molusco se pueda retraer en ella.

## Clasificación y descripción de la especie
Concha de color crema con manchas de color marrón. De forma ovalada y ligeramente gruesa. La espiral es involuta. Abertura casi tan larga como el resto de la concha, con ambos labios de color blanco. Llegan a medir hasta 35 mm. Durante muchos años esta especie se había identificado incorrectamente con la especie del mismo género Bulla striata. En la actualidad, ambas especies son válidas pero la distribución de B. occidentalis está restringida a la costa oeste del océano Atlántico, mientras que Bulla striata está restringida al Atlántico este.

## Distribución de la especie
Se encuentra ampliamente distribuida desde Bermuda hasta el sur de Uruguay. En México se encuentra a lo largo de toda la costa atlántica, desde Veracruz hasta Quintana Roo.

## Ambiente terrestre
Habita en aguas poco profundas con fondos arenosos con fanerógamas marinas. Es común verla durante la noche, ya que durante el día generalmente se encuentra enterrada en el sedimento o entre los rizomas de los pastos marinos.

## Estado de conservación
No se encuentra bajo ninguna categoría de riesgo.